# Hecatera placida
Hecatera placida là một loài bướm đêm trong họ Noctuidae.